# St. Nicolai (Polditz)

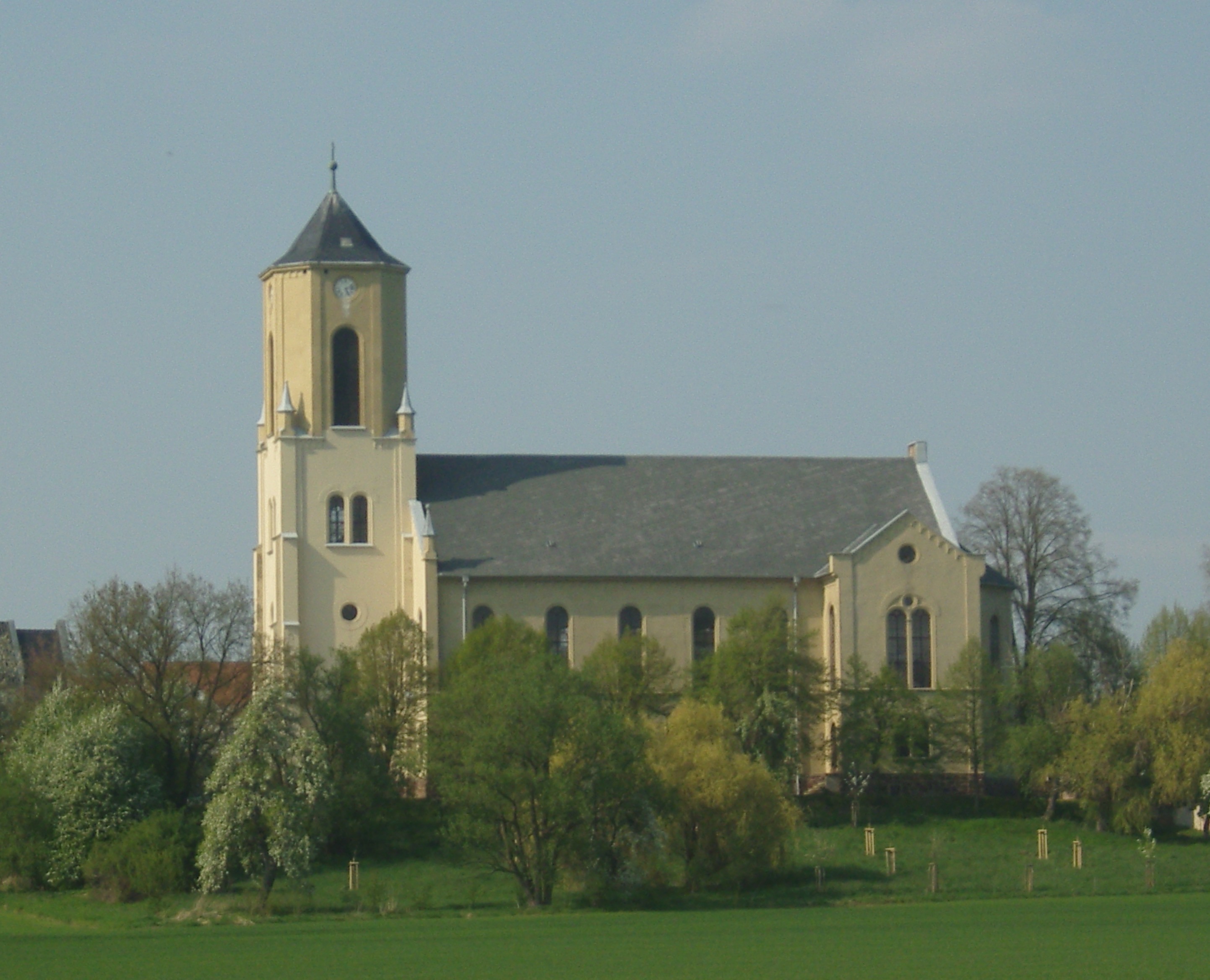
St.-Nicolai-Kirche in Polditz

Die Kirche St. Nicolai ist die evangelisch-lutherische Kirche der Ortschaft Polditz der Stadt Leisnig und prägt maßgeblich das Bild der Landschaft.

## Geschichte
Die ursprüngliche Kirche des Ortes stand in Altleisnig, der ersten Ansiedlung des Ortes Leisnig jenseits der Mulde und wurde im Jahr 1214 als Kapelle St. Nicolai erstmals urkundlich erwähnt. Sie brannte am 25. März 1860 ab. Der Kirchenvorstand beschloss den Neubau einer Kirche an anderer Stelle außerhalb des Hochwasserbereichs der Mulde. Aufgrund des damals erhofften Bevölkerungszuwachses wurde 1865 die große Nicolaikirche mit rund 1.000 Sitzplätzen errichtet. 
Die Grundsteinlegung war am 28. Mai 1863, und am 5. November 1865 wurde die Kirche mit dem ersten Gottesdienst eingeweiht. Sie bildet im Grundriss ein Rechteck, nach Osten mit vorspringendem Chor, westlich mit dem weit sichtbaren Turm.
Zur DDR-Zeit konnten erforderliche Erhaltungsmaßnahmen nur unzureichend realisiert werden. So wurde im Jahr 1980 die baufällige Spitzhaube des 64 Meter hohen Turms abgetragen und durch eine einfache Turmhaube ersetzt. Aufgrund der für die Kirchgemeinde zunehmend hoffnungslosen Lage beschloss der Kirchenvorstand, das Kirchengebäude aufzugeben. Das Dach sollte abgetragen und die Mauern gesichert werden mit dem Ziel, die Kirche als Ruine stehenzulassen, weil auch der komplette Abriss zu kostspielig war. Für die beschädigte Ladegast-Orgel wurde ein neuer Standort gesucht. 
Einige Mitglieder der Gemeinde wollten sich damit nicht abfinden: In privater Eigeninitiative begannen sie mit der Sicherung der Bausubstanz und erneuerten von April bis Oktober 1987 in ehrenamtlicher Wochenend-Arbeit das gesamte, 1.200 Quadratmeter große Kirchendach. Erforderliche Finanzen von 60.000 DDR-Mark wurden überwiegend aus Spenden der Gemeindeglieder aufgebracht. Schritt für Schritt ging auch die Sanierung des Außenfassade weiter, Ende 1991 war mehr als die Hälfte des Kirchenschiffes neu verputzt. 
Am 3. Oktober 1992 wurde der fertig restaurierte Innenraum des Kirchenschiffes eingeweiht. Ein Jahr danach – nun unter besseren wirtschaftlichen Bedingungen mit Unterstützung von Baufirmen, ABM-Kräften und Fördermitteln des Denkmalschutzes und weiterhin mit viel ehrenamtlichem Engagement – wurden die Innen- und Außenerneuerung des Kirchturmes abgeschlossen. Es folgten Reparaturen an den Eingängen, den Glocken, der Turmuhr und den Außenanlagen.

## Orgel

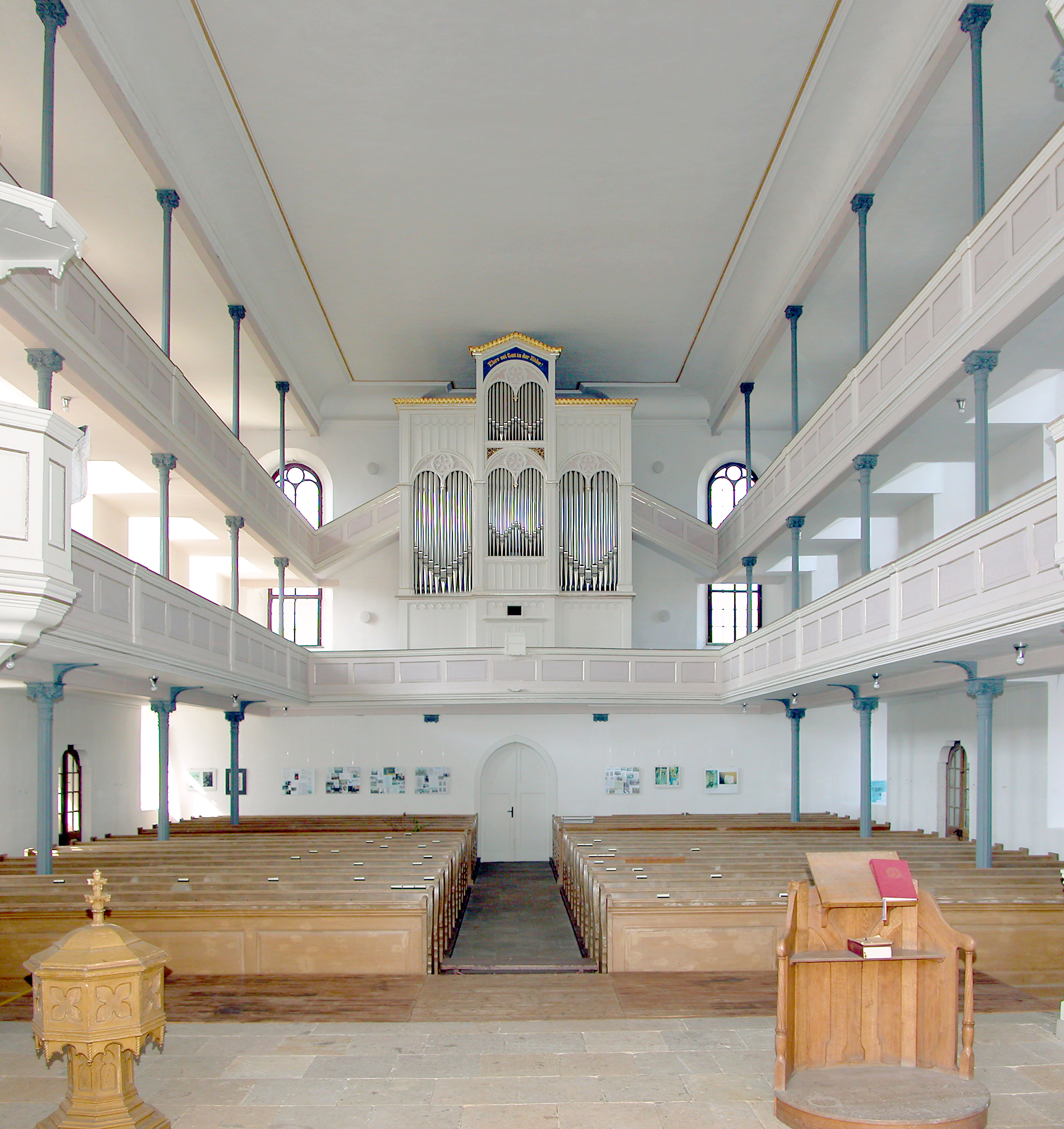
Die restaurierte Ladegast-Orgel

1868 wurde in der Kirche die von Friedrich Ladegast erbaute Orgel geweiht. 1980 wurde die Umsetzung des beschädigten Instruments erwogen, das konnte jedoch mit der ab 1987 begonnenen Sanierung der Kirche von Gemeindegliedern und dem Polditzer Orgelverein e. V. abgewendet werden. Von Oktober 1996 bis Pfingsten 1997 wurde die Orgel von der Orgelwerkstatt Christian Scheffler, Sieversdorf, originalgetreu restauriert, die Wiedereinweihung war am Pfingstmontag 1997. Der Polditzer Orgelverein e. V. feierte 2018 die Orgelweihe vor 150 Jahren und den 200. Geburtstag von Friedrich Ladegast.
Die Orgel hat 33 Register, drei Manuale und Pedal. Sie hat folgende Disposition:
| I. Manual Oberwerk C – f3 |                    |     |
| 01.                       | Lieblich Gedackt   | 16′ |
| 02.                       | Geigenprincipal    | 08′ |
| 03.                       | Doppelflöte        | 08′ |
| 04.                       | Salicional         | 08′ |
| 05.                       | Principal          | 04′ |
| 06.                       | Flauto amabile     | 04′ |
| 07.                       | Violine            | 02′ |
| 08.                       | Progr. Harm II-III |     |
| 09.                       | Oboe               | 08′ |

| II. Manual Hauptwerk C–f3 |             |        |
| 10.                       | Principal   | 16′    |
| 11.                       | Bordun      | 16′    |
| 12.                       | Flöte       | 08′    |
| 13.                       | Principal   | 08′    |
| 14.                       | Gambe       | 08′    |
| 15.                       | Rohrflöte   | 08′    |
| 16.                       | Oktave      | 04′    |
| 17.                       | Gedackt     | 04′    |
| 18.                       | Quinte      | 02 ⁄3′ |
| 19.                       | Octave      | 02′    |
| 20.                       | Cornett III |        |
| 21.                       | Mixtur III  |        |

| III. Manual Schwellwerk C–f3 |                  |     |
| 22.                          | Traversflöte     | 08′ |
| 23.                          | Lieblich gedackt | 08′ |
| 24.                          | Viola d`amour    | 08′ |
| 25.                          | Zartflöte        | 04′ |

| Pedal C–d1 |               |         |
| 26.        | Violon        | 32′     |
| 27.        | Principalbass | 16′     |
| 28.        | Subbass       | 16′     |
| 29.        | Bassflöte     | 08′     |
| 30.        | Octavbass     | 08′     |
| 31.        | Quintbass     | 05 1⁄3′ |
| 32.        | Octavbass     | 04′     |
| 33.        | Posaune       | 16′     |

- Koppeln: II/I, III/I, I/P
- Nebenregister und/oder Spielhilfen: Calcantenruf, Vacant

## Glocken
Das Geläut besteht aus drei Gussstahlglocken aus dem Jahr 1922 mit den Schlagtönen d′ (Durchmesser 1.480 mm, 1.350 kg), f′ (Durchmesser 1.330 mm, 1.000 kg) und as′ (Durchmesser 1.090 mm, 600 kg), gegossen vom Bochumer Verein.

## Konzerte
- Am 29. Dezember 2018 gab es die Premiere der Polditzer Bläserweihnacht mit dem „Sonnenstrahl in der Finsternis“, dargeboten vom Blechbläserensemble Ludwig Güttler.
- Am 29. November 2018 spielte Samuel Kummer, Organist der Frauenkirche in Dresden, das 95. Konzert, zugleich das Jubiläumskonzert zum 150. Jahrestag der Orgelweihe.
- Am 26. Mai 2018 brachte Thomaskantor Gotthold Schwarz mit seinem Concerto Vocale und seinem Leipziger Barockorchester Werke von Johann Sebastian Bach und Heinrich Schütz zur Aufführung.
- Einmal monatlich veranstaltet der Polditzer Orgelverein den Orgelreigen mit bekannten Künstlern.
- Polditzer Orgelwoche: Jährlich um Pfingsten feiert der Polditzer Orgelverein seine Orgel mit einer Festwoche und einem Musikprogramm.[6]

## Varia
- Einer konzertanten Aufführung von Henry Purcells Dido und Äneas während der Sechsten „Polditzer Orgelwoche“ verdankt Polditz das Henry-Purcell-Denkmal vor der Kirche: Der Bildhauer Joachim Zehme aus Dresden enthüllte es im Jahr 2003 nach der konzertanten Aufführung von Purcells „King Arthur“.
- Die Orgel soll 2003 für die Stadtkirche im südfinnischen Hämeenlinna nachgebaut worden sein.[7]